# 松田博資
松田 博資（まつだ ひろよし、1946年1月29日 - ）は、日本中央競馬会 (JRA) に所属していた元調教師、元騎手。
佐賀県佐賀市出身。騎手時代は「障害の松田」と呼ばれ、障害競走で通算150勝の中央競馬史上最多記録（当時）を樹立。調教師転向後は、それぞれ2007年、2010年のJRA年度代表馬に選出されたアドマイヤムーンとブエナビスタ、クラシック二冠牝馬ベガ、その産駒でGI競走7勝を挙げたアドマイヤドンなど、数々のGI優勝馬を管理している。2006年・2007年度JRA賞最多賞金獲得調教師、2007年度同優秀技術調教師。愛称は「マツパク」。

## 経歴
1946年、両親が満州国から日本へ移る途中の引揚船の中で生まれ、幼少期は福岡県小倉市（現・北九州市）で過ごした。父・和要武（とよたけ）は小倉競馬場で騎手、のちに佐賀競馬場で調教師として活動し、その影響を受けて早くから騎手を志していた。中学校卒業後、東京都世田谷区の馬事公苑騎手養成長期課程に入所。同期生には菅原泰夫、嶋田功らがいる。2年次から中山競馬場・稗田敏男厩舎で研修に入ったが、稗田の妻との折り合いが悪く、研修が終わったあとに京都競馬場の上田武司厩舎に移籍。1964年、上田厩舎から騎手としてデビューした。

### 騎手時代
体重が重かったため、デビュー当初より障害競走を中心に騎乗を続け、1965年5月、クロユリで阪神大障害（京都大障害）を制して重賞初勝利を挙げる。騎手時代から、ホウシュウの冠名で知られた有力馬主・上田清次郎の支援を受け、1972年には上田の所有馬ムーテイイチで二つの障害重賞に勝利、翌1973年にもホウシュウリッチで神戸新聞杯を制し、平地重賞初勝利も挙げた。以後長く「障害の松田」として鳴らしていたが、1978年より清次郎の強い勧めで調教師免許試験を受験。1981年に3度目の受験で合格し、免許を取得。これに伴い騎手を引退した。通算1037戦188勝、うち重賞競走8勝。

### 調教師時代
1983年、滋賀県栗東トレーニングセンターに自身の厩舎を開業。同年4月23日、ボールドスミスで初勝利を挙げる。初年度からブルキングで阪神障害ステークス（春）を制し、調教師として重賞を初勝利。当初は騎手時代に勝てなかった障害の最高格競走・中山大障害制覇を目標として障害競走に力を入れており、毎年のように障害の重賞を制した。
1988年、清次郎が創業した上田牧場出身馬・コスモドリームが優駿牝馬（オークス）を制し、GI競走初制覇を果たす。以後平地競走での成績が目立ち始め、1993年にはベガで桜花賞、オークスを制した。1999年には上田牧場の生産馬ブゼンキャンドルで秋華賞を制覇し、調教師として史上4人目の牝馬三冠を達成。これは同場最後のGI競走勝利となった。上田牧場は2001年に廃業したが、松田は調教助手らが調教の際に着る調教服や、管理馬がレースで着用する頭絡の額革のデザインに、上田清次郎・上田牧場の勝負服色と同じ黄黒元禄を採用している。
2001年からはベガの第3仔であるアドマイヤドンを管理し、地方交流も含めて7つのGI競走を制覇。また同時期にはダートGI競走6勝を挙げたタイムパラドックスも管理し、両馬でJBCクラシック5連覇を達成、同一GI競走の連勝記録を作った。ベガの仔については、初仔で日本ダービーを制したアドマイヤベガ、第2仔アドマイヤボスと、馬主・近藤利一と親しい橋田満が管理していたが、近藤が「ベガを育てた松田調教師にも仔を管理して欲しい」と希望したことにより松田厩舎へ入った経緯があった。これを契機に近藤からの預託が増え、2006年と2007年にはアドマイヤムーンらの活躍で年間最多賞金獲得調教師のタイトルを獲得した。
2008年からは牝馬ブエナビスタが活躍、2010年には同馬の総獲得賞金が10億円を突破し、松田の管理馬としてアドマイヤムーンに続く2頭目の10億円ホースとなった。管理下からの複数の10億円ホース輩出は池江泰郎に続く史上2人目の記録となった。またブエナビスタは同年に牝馬として史上4頭目の年度代表馬に選出されている。
2014年4月7日の第74回桜花賞でハープスター（川田将雅騎手騎乗）が優勝した。同馬は同年10月15日のフランス凱旋門賞にも挑戦したが、6着に終わった。同年12月6日の第50回金鯱賞（GII）でラストインパクトが優勝し、2006年以来のJRA重賞レース年間8勝を達成した。同年は年間49勝を挙げた。
引退の前日である2016年2月27日阪神10レース、ラブラバード(川田騎乗)で通算800勝を達成した。翌2月28日をもって定年のため調教師を引退した。中央競馬の生涯成績は7001戦800勝、重賞73勝（GI19勝）。

## 騎手成績
| 通算成績 | 1着 | 2着 | 3着 | 4着以下 | 騎乗回数 | 勝率 | 連対率 |
| -------- | --- | --- | --- | ------- | -------- | ---- | ------ |
| 平地     | 38  | 51  | 46  | 332     | 467      | .081 | .191   |
| 障害     | 150 | 85  | 76  | 259     | 570      | .263 | .412   |
| 計       | 188 | 136 | 122 | 591     | 1,037    | .181 | .312   |

|                    | 日付          | 競走名     | 馬名         | 頭数 | 人気 | 着順 |
| ------------------ | ------------- | ---------- | ------------ | ---- | ---- | ---- |
| 初騎乗             | 1964年3月28日 | -          | ワリー       | -    | -    | 2着  |
| 初勝利             | 1964年5月17日 | -          | トサクイン   | -    | -    | 1着  |
| 重賞初騎乗・初勝利 | 1965年6月10日 | 阪神大障害 | クロユリ     | 4頭  | 2    | 1着  |
| GI初騎乗           | 1966年4月10日 | 桜花賞     | ホツカイフジ | 23頭 | 21   | 23着 |

## 主な騎乗馬
※括弧内は松田騎乗時の勝利重賞競走。
- クロユリ（1965年阪神大障害）
- アランバード（1967年京都大障害・秋）
- ムーテイイチ（1972年阪神障害ステークス・秋、京都大障害・秋）
- ホウシュウリッチ（1973年神戸新聞杯）
- マルブツウイドー（1976年京都大障害・春）
- アウンエスラー（1979年京都大障害・春）
- スズカシンプウ（1980年小倉記念）

## 調教師成績
|                    | 日付          | 競馬場・開催  | 競走名          | 馬名           | 頭数 | 人気 | 着順 |
| ------------------ | ------------- | ------------- | --------------- | -------------- | ---- | ---- | ---- |
| 初出走             | 1983年3月19日 | 1回小倉3日1R  | 4歳以上300万下  | ハツシゲ       | -    | -    | 14着 |
| 初勝利             | 1983年4月23日 | 2回阪神5日1R  | 5歳以上400万下  | ボールドスミス | -    | -    | 1着  |
| 重賞初出走・初勝利 | 1983年12月4日 | 5回阪神2日8R  | 阪神障害S（秋） | ブルキング     | 9頭  | 1    | 1着  |
| GI初出走・初勝利   | 1988年5月22日 | 5回東京2日10R | 優駿牝馬        | コスモドリーム | 22頭 | 10   | 1着  |

### 表彰歴
- JRA賞最多賞金獲得調教師 2回 （2006年、2007年）[1]
- JRA賞優秀技術調教師 （2007年）[1]
- 優秀調教師賞（関西） 3回 （2003年、2006年、2007年）
- 関西競馬記者クラブ賞 （2010年）

## 主な管理馬

### GI競走優勝馬
太字はGI・JpnI競走
- コスモドリーム（1988年優駿牝馬）
- ベガ（1993年桜花賞、優駿牝馬）
- ブゼンキャンドル（1999年秋華賞）
- アドマイヤドン（2001年朝日杯フューチュリティステークス、2002年JBCクラシック、2003年マイルチャンピオンシップ南部杯、JBCクラシック、エルムステークス、2004年フェブラリーステークス、帝王賞、JBCクラシック）
- タイムパラドックス（2004年ジャパンカップダート、ブリーダーズゴールドカップ、白山大賞典、アンタレスステークス、平安ステークス、2005年川崎記念、帝王賞、JBCクラシック、2006年JBCクラシック）
- アドマイヤムーン（2005年札幌2歳ステークス、2006年弥生賞、札幌記念、共同通信杯、2007年ドバイデューティーフリー、宝塚記念、ジャパンカップ、京都記念）
- ブエナビスタ（2008年阪神ジュベナイルフィリーズ、2009年桜花賞、優駿牝馬、チューリップ賞、2010年ヴィクトリアマイル、天皇賞（秋）、京都記念、2011年ジャパンカップ）
- レーヴディソール（2010年阪神ジュベナイルフィリーズ、デイリー杯2歳ステークス、2011年チューリップ賞）
- マルセリーナ（2011年桜花賞、2013年マーメイドステークス）
- ジョワドヴィーヴル（2011年阪神ジュベナイルフィリーズ）
- ハープスター（2013年新潟2歳ステークス、2014年桜花賞、札幌記念、チューリップ賞）

### その他重賞競走勝利馬
- ブルキング（1983年阪神障害ステークス・秋）
- ヒカリファミリー（1984年阪神障害ステークス・春）
- ブリージーラッド（1986年阪神障害ステークス・春）
- カルストンファスト（1987年京都大障害・秋）
- ビッグフォルテ（1993年京都大障害・秋）
- バトルライン（1997年エルムステークス、1997年プロキオンステークス、1998年全日本サラブレッドカップ）
- ビワタケヒデ（1998年ラジオたんぱ賞）
- レッドチリペッパー（1999年富士ステークス、2000年中山牝馬ステークス）
- タガノテイオー（2000年東京スポーツ杯3歳ステークス）
- カーネギーダイアン（2000年青葉賞）
- マックロウ（2001年京都記念）
- タガノマイバッハ（2003年大阪杯、2003年中京記念）
- ビワシンセイキ（2003年かきつばた記念、とちぎマロニエカップ）
- アドマイヤジャパン（2005年京成杯）
- ドリームパスポート（2006年きさらぎ賞、2006年神戸新聞杯）
- アドマイヤキッス（2006年チューリップ賞、2006年愛知杯、2006年ローズステークス、2008年京都牝馬ステークス）
- アドマイヤオーラ（2007年シンザン記念、2007年弥生賞、2008年京都記念）
- アドマイヤモナーク（2008年日経新春杯、2008年ダイヤモンドステークス）
- タガノエリザベート（2009年ファンタジーステークス）
- トレンドハンター（2011年フラワーカップ）
- バアゼルリバー（2012年阪神スプリングジャンプ）
- ラストインパクト（2014年小倉大賞典、2014年京都大賞典、2014年金鯱賞）
- タガノグランパ（2014年ファルコンステークス）
- サングレアル（2014年フローラステークス）
- レーヴミストラル（2015年青葉賞、2016年日経新春杯）[16]
- アルバートドック（2016年小倉大賞典)

### その他
- マークオー（2002年霧島賞）
- タガノジンガロ（中央では25戦4勝、地方転厩後にかきつばた記念を勝利）

## 主な厩舎所属者
※太字は門下生。括弧内は厩舎所属期間と所属中の職分。
- 鎌田光也（1985年-1986年：騎手）
- 大橋勇樹（1986年-1990年：調教助手）
- 橋本美純（1992年-1995年：騎手）
- 高田潤（1999年-2009年：騎手）
- 中留伸治（2007年-2016年：厩務員、調教厩務員、調教助手[17]） - 元荒尾競馬場騎手[17]
- 森田直行（2007年-2013年：厩務員）

## エピソード
2009年、京都競馬場内において勝負服の盗難に遭う。後日インターネットオークションに出品されていたのを松田が発見したことから被害が発覚。犯人は逮捕、起訴された。